# Gastronomia de l'Alt Urgell
La cuina de l'Alt Urgell, també anomenada cuina de l'Urgellet, tracta sobre el menjar i les begudes típics de la cuina urgellenca. La cuina de la zona té característiques força semblants amb els veïns de la Cerdanya i Andorra, sobretot aquesta última amb qui té força lligams culturalment.
La cuina de l'Alt Urgell és marcada per la seva naturalesa de valls muntanyenques, tradicionalment caracteritzada per l'autosubsistència de les economies locals. Per aquesta raó la cuina està composta per la cansalada, les verdures, els cereals i els fruits del bosc. Alguns exemples en són el blat, ordi, civada, panís, remolatxes, naps, carrotes, apis, trumfes, enciams, tomates, cebes, pèsols, faves, cigrons, tavelles, bledes, cols, carbasses i esbergínies (poques) pels trinxats, les sopes i la xamfaina. A més la caça i la pesca també proporcionaven alguna proteïna més. Fins que no varen arribar els camions frigorífic l'únic peix fresc que es menjava a la muntanya era el bacallà i l'arengada salada.
Els mercats tradicionalment s'autosubsistien de productes de muntanya de la zona més alta de la ribera del Segre, com les fruites d'Alàs o Fígols, o les olives i l'oli de Coll de Nargó o de la conca d'Oliana. I abans de la fil·loxera i de la reconversió de la vinya dels Pirineus als farratges era costum de produir el vi pel consum de casa.
A més els usos alimentaris de muntanya eren molt condicionats per les estacions de l'any. Per contrarestar l'estacionalitat dels aliments eren habituals les fruites en almívar o en confitura; en vinagre, els bolets, la col o els pebrots; la carn, confitada o salada com els pernils.
Els menjars típics de festa eren manois, el farcit de carnestoltes (ambdós de data significativa) i els de dinars de diumenge eren els canelons, el pollastre i les postres com la crema, els flams o les sares.

## Trinxat
El trinxat és un plat dens pensat per als hiverns pirinencs que incorpora patata i col trinxats en una truita servida amb cansalada viada. Aquest plat és considerat el típic plat de muntanya sobretot de la Cerdanya, Andorra i l'Alt Urgell.

## Formatge i mantega
El Formatge i la Mantega de l'Alt Urgell i la Cerdanya es creen a partir de la llet de vaca de raça frisona d'explotacions ramaderes urgellenques i cerdanes, després elaborats a la Seu d'Urgell.

## Mel i mató
És típic menjar per postres el mató de la Cadí i mel.

## Embotits
Botifarra de carn, de cornes, d'ous, negra; bull, de la donja, gormand, escaldats de llengua, ronyó o melsa; farcit de carnestoltes amb arròs o sense, amb pa; fuet; girella, llonganissa, etc.

## Altres plats típics
- Arròs a la cassola o arròs de muntanya
- Cassola d'arròs amb bacallà
- Escudella
- Sopa de fredolics
- Sopa de pa i sopa de pa amb fredolics
- Patates estofades amb carn
- Canelons
- Farinetes
- Arengades
- Bacallà de tota mena, amb cascavellicos, amb nyores, amb xamfaina; bunyols i croquetes de bacallà
- Truita de riu
- Ous farcits
- Cap de porc
- Freginat
- Llardons (cansalada o greix de tocino)
- Sang
- Tastet
- Agredolç
- Botifarres a la cendra
- Cargols
- Costelletes de cabrit arrebossades
- Llomillo salat
- Rostit de tocino (rosit de cansalada)
- Tall rodó amb xampinyons
- Ànec rostit
- Colls i punys
- Conill estofat
- Estofat d'isard
- Llebre
- Pollastre amb peres o prunes
- Porc fer (porc senglar)
- Conserves de tota classe, tomata, rovellons i melmelades
- Coca de llardons
- Ametlles garrapinyades
- Arròs amb llet
- Borregos del Sant Pere
- Braç de gitano
- Bunyols
- Pomes al forn

## Fires gastronòmiques
Fira de Formatges Artesans del Pirineu en el marc de la fira de Sant Ermengol.